# Coronel Sponsz
El coronel Sponsz es un personaje ficticio de las historietas de la serie Las aventuras de Tintín, del dibujante belga Hergé.
Jefe de la policía secreta de Borduria, aparece por primera vez en la aventura narrada en El asunto Tornasol. En esta aventura, los servicios secretos de Borduria intentan secuestrar al profesor Tornasol, que por entonces vive junto a Tintín y el capitán Haddock en el castillo de Moulinsart, para obtener información sobre un nuevo invento que podría ser utilizado como arma de guerra. Los protagonistas, apoyados por los servicios secretos de Syldavia, conseguirán burlar a Sponsz, que desde entonces mantendrá un vivo odio hacia Tintín y sus compañeros. 
Intentará vengarse en Tintín y los 'Pícaros'. Sponsz está en la república de San Theodoros como consejero militar, camuflado bajo una barba y una perilla y la identidad de coronel Esponja (en castellano en la edición original). Aprovechará una visita de Bianca Castafiore para tramar un complot que atraiga a Tintín, Haddock y Tornasol a Los Dopicos (Recién llamada Tapiocapolis), la capital del pequeño Estado, y allí librarse de ellos para siempre. El General Alcázar, con la ayuda de Tintín y sus amigos, recobra el poder y Sponsz es exiliado a Borduria.
- Datos: Q3314580